# Mario Zanin
Mario Zanin (Santa Lucia di Piave, 3 luglio 1940) è un ex ciclista su strada italiano.
Professionista dal 1965 al 1968, fu campione olimpico nella prova in linea ai Giochi olimpici di Tokyo 1964.

## Carriera
Campione d'Italia tra i dilettanti nell'anno del successo olimpico, non ebbe poi una grande carriera da professionista, ottenendo come miglior risultato una vittoria di tappa alla Vuelta a España 1966.

## Palmarès
- 1963 (Dilettanti)

Giro del Belvedere
- 1964 (Dilettanti)

Giochi olimpici, Prova in linea (Tokyo)
Campionati italiani, Prova in linea
- 1966

11ª tappa Vuelta a España (Barcellona > Huesca)

## Piazzamenti

### Grandi giri
- Giro d'Italia

1965: 67º
1968: ritirato
- Vuelta a España

1966: ritirato

### Classiche
- Giro di Lombardia

1965: 21º

### Competizioni mondiali
- Giochi olimpici

Tokyo 1964 - In linea: vincitore